# 14"/45 морское орудие
14"/45 морское орудие (англ. 14"/45 caliber gun) — американское корабельное орудие калибра 356 мм (14 дюймов) с длиной ствола 45 калибров. Первое орудие калибра 356 мм, принятое на вооружение ВМС США. Устанавливалось на американские линкоры типов «Нью-Йорк», «Невада» и «Пенсильвания». Использовалось Королевским флотом Великобритании на мониторах типа «Эберкромби».

## Конструкция
Крепление цилиндрами было неудачное и архаичное, выполненное аналогично британским пушкам (9,2" морское орудие Mk II) до введения проволочной намотки.
В своём первоначальном виде это были неудачные орудия с большим количеством серьёзных конструктивных дефектов.

## Боевое применение

### Первая мировая война

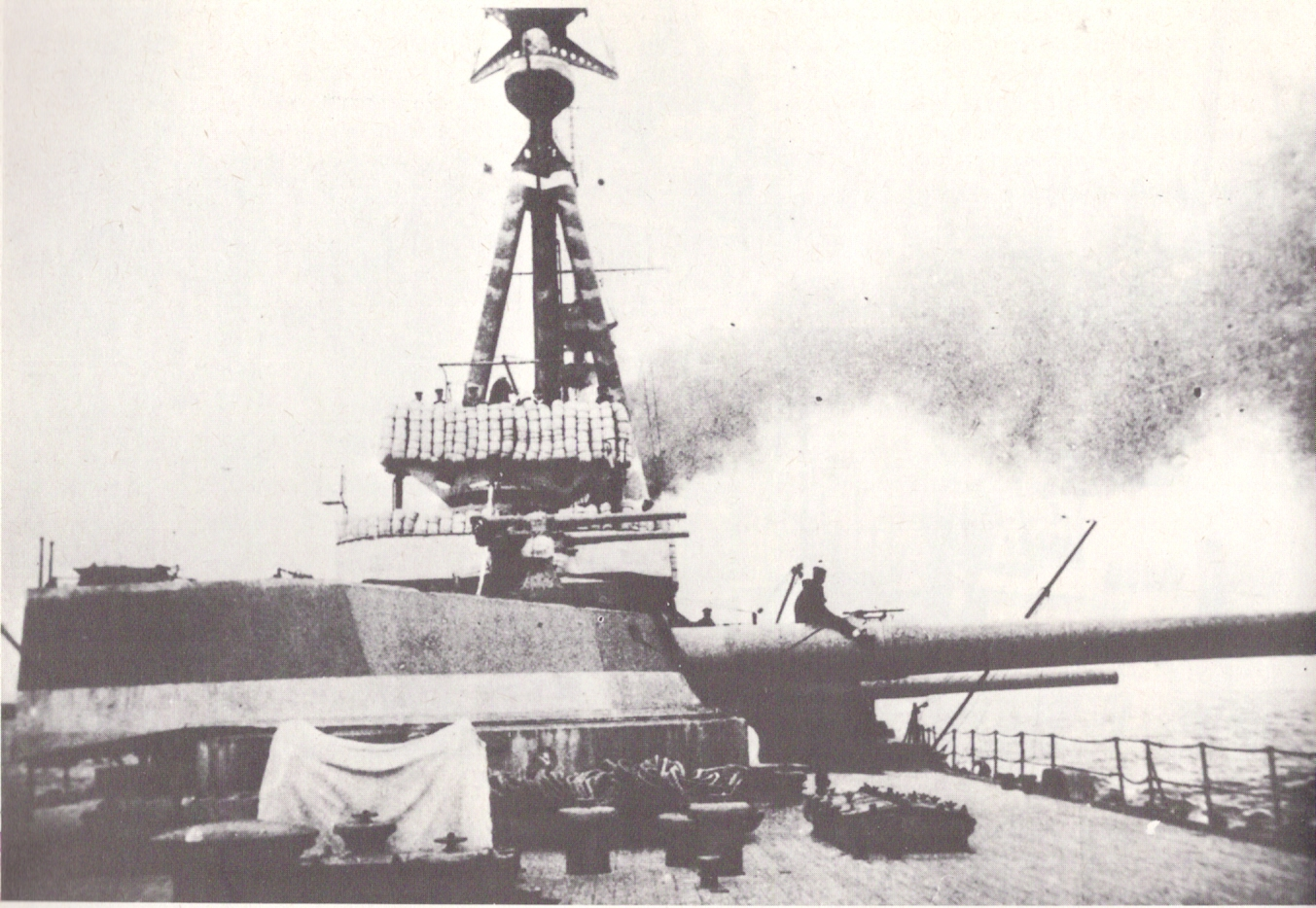
Башня одного из мониторов типа «Эберкромби». Снимок военного времени.

Орудия, изготовленные в США для вооружения греческого линкора Саламис, строившегося в Германии, в начале Первой мировой войны были выкуплены Великобританией, приняты на вооружение под обозначением BL 14 inch gun Mk II и установлены на четыре монитора типа «Эберкромби». Корабли приняли активное участие в войне, действуя против Османской империи. Наиболее известная операция с их участием — Дарданелльская операция, во время которой мониторы обстреливали с моря позиции турецких войск.
| Бронепробиваемость 635 кг бронебойного снаряда по вертикальной броне, мм | Бронепробиваемость 635 кг бронебойного снаряда по вертикальной броне, мм |
| ------------------------------------------------------------------------ | ------------------------------------------------------------------------ |
| 6000 ярдов (5490 м, 29,6 каб.)                                           | 437                                                                      |
| 9000 ярдов (8230 м, 44,4 каб.)                                           | 366                                                                      |
| 12 000 ярдов (10 970 м, 59,2 каб.)                                       | 302                                                                      |
| 16 000 ярдов (14 630 м, 79,0 каб.)                                       | 226                                                                      |
| 20 000 ярдов (18 290 м, 98,8 каб.)                                       | 170                                                                      |

### Вторая мировая война
Во время Второй мировой войны орудия американских линкоров New York, Texas, Nevada и Pennsylvania использовались для бомбардировки вражеских сухопутных позиций.
New York оказывал огневую поддержку войскам в Северной Африке во время операции «Факел», Pennsylvania принимала участие в Алеутской операции, а Texas и Nevada обстреливали побережье Нормандии во время высадки союзных войск в 1944 году. В период с 1944 по 1945 годы Pennsylvania обстреляла множество островов в Тихом океане, поддерживая наступающие американские войска, а New York, Texas и Nevada принимали участие в бомбардировках Иводзимы и Окинавы.
Орудия башни № 2 линкора Arizona, потопленного во время нападения японцев на Пёрл-Харбор, осенью 1944 года были установлены на Неваду. Орудия кормовых башен Аризоны были сняты с корабля и установлены на береговые батареи «Arizona» и «Pennsylvania». (англ. Battery Arizona и англ. Battery Pennsylvania).